# Abel-Méhula
Pour les articles homonymes, voir Abel (homonymie).

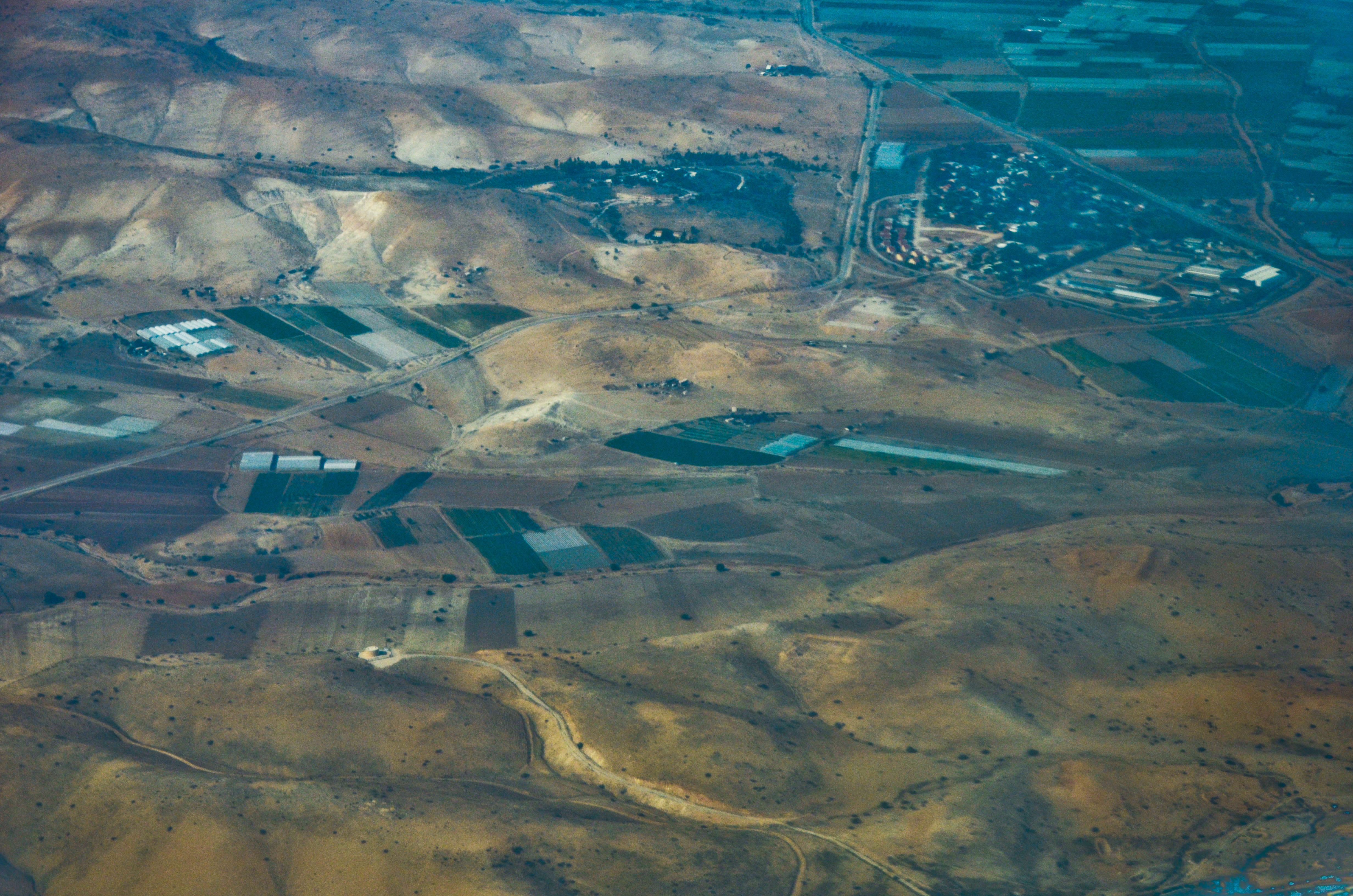
Photo de la ville prise depuis un avion piloté par Ilan Maytal.

Abel-Méhula est une ville historique de Palestine dans la demi-tribu de Manassé, en deçà du Jourdain.

## Mentions
Elle est mentionnée à au moins trois reprises dans la Bible :
- Juges 7, 22 : Pendant que les trois cents hommes sonnaient de la trompette, Yahweh fit tourner aux Madianites l'épée les uns contre les autres et contre tout le camp. Le camp s'enfuit jusqu'à Beth-Setta vers Saréra, jusqu'au bord d'Abel-Méhula, près de Tebbath.
- Rois 4, 12 : Bana, fils d'Ahilud, qui avait Thanac et Mageddo, et tout Bethsan, qui est près de Sarthana au-dessous de Jezraël, depuis Bethsan jusqu'à Abel-Méhula, jusqu'au-delà de Jecmaan.
- Rois 19, 16 : Tu oindras Jéhu, fils de Namsi, pour roi sur Israël, et tu oindras Elisée, fils de Saphat, d'Abel-Méhula, pour prophète à ta place.

Traduction d'Augustin Crampon.

## Source
Cet article comprend des extraits du Dictionnaire Bouillet. Il est possible de supprimer cette indication, si le texte reflète le savoir actuel sur ce thème, si les sources sont citées, s'il satisfait aux exigences linguistiques actuelles et s'il ne contient pas de propos qui vont à l'encontre des règles de neutralité de Wikipédia.